# Salinas de Calpe

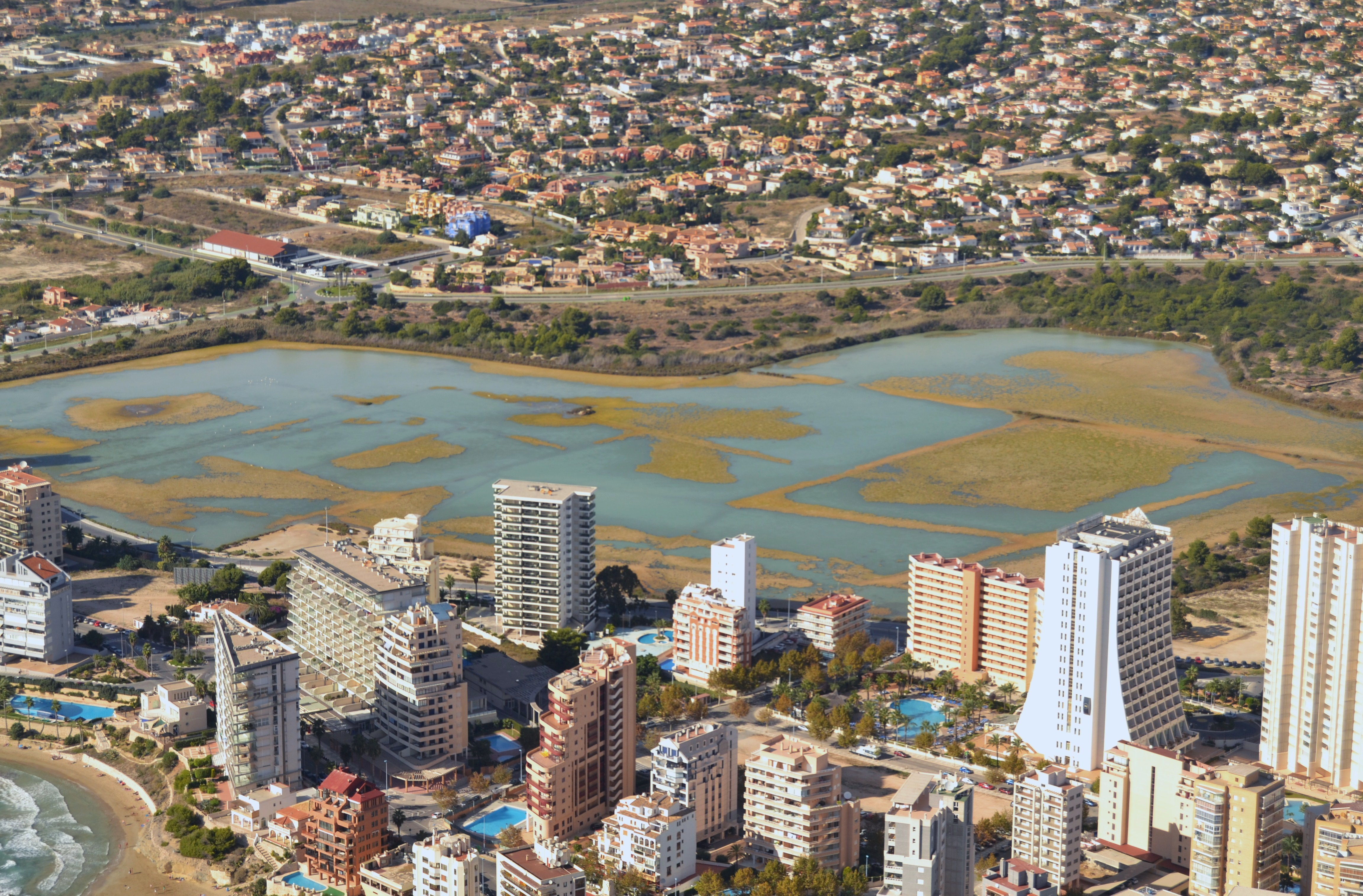
Las Salinas de Calpe vistas desde el Peñón de Ifach.

Las Salinas de Calpe están situadas en el mismo núcleo urbano de la localidad y próximas al parque natural del Peñón de Ifach. Son un enclave singular con presentes valores culturales y sociales, además de los naturales. Se han registrado 173 especies de aves, destacando las poblaciones de flamenco común (Phoenicopterus roseus), que alcanza varios cientos de ejemplares, y la de cigüeñuela común (Himantopus himantopus).
Tiene una superficie de 41.08 ha.
El primer documento escrito que habla de ellas se remonta a mediados del siglo XIII. El abandono definitivo de la explotación se produce en 1988.
Las Salinas de Calpe son parte de una antigua bahía cerrada por la formación de una barrera transversal al oleaje. Actualmente se puede ver esta barrera de dunas fósiles entre las Playa del Arenal y el Cantal Roig. La otra parte de la barrera estaría en la Playa de la Fossa. Estas barreras unieron el Peñón de Ifach con el continente, formando un tómbolo de lo que antiguamente era una isla.

## Fauna
En las salinas existe una gran variedad de aves, de las que podemos citar las siguientes:
- Zampullín común (Tachybaptus ruficollis)
- Zampullín cuellinegro (Podiceps nigricollis)
- Cormorán grande (Phalacrocorax carbo)
- Garcilla bueyera (Bubulcus ibis)
- Garza real (Ardea cinerea)
- Flamenco común (Phoenicopterus roseus)
- Tarro blanco (Tadorna tadorna)
- Ánade azulón (Anas platyrhynchos)
- Ánade rabudo (Anas acuta)
- Cuchara común (Anas clypeata)
- Gallineta común (Gallinula chloropus)
- Cigüeñuela común (Himantopus himantopus)
- Chorlitejo patinegro (Charadrius alexandrinus)
- Andarríos chico (Actitis hypoleucos)
- Gaviota reidora (Chroicocephalus ridibundus)
- Gaviota de Audoin (Ichthyaetus audouinii)
- Gaviota patiamarilla (Larus michahellis)
- Charrán patinegro (Thalasseus sandvicensis)
- Bisbita ribereño alpino (Anthus spinoletta)

- Datos: Q6117285
- Multimedia: Salines de Calp / Q6117285